# Paul Kletzki
Paul Kletzki   (Łódź, 21 de març de 1900 - Liverpool, 5 de març de 1973) fou un director d'orquestra i compositor polonès-suís.

## Biografia
Va començar a aprendre a tocar el violí als 9 anys. La seva primera mestra va ser Róża Schindler-Süss. Als 15 anys, va actuar a la inauguració de l'Orquestra Simfònica de Łódź. Durant la Primera Guerra Mundial va lluitar al front. Entre 1915 i 1919 va tocar a l'Orquestra Simfònica de Łódź, al mateix temps que estudiava composició amb Juliusz Wertheim i direcció amb Emil Młynarski. A partir, de 1918 a 1921 va estudiar filosofia a la Universitat de Varsòvia. Va participar en la guerra poloneso-soviètica de 1920-1921.
Va continuar els seus estudis musicals a Berlín l'any 1921, on va continuar els seus estudis amb Juliusz Wertheim i Friedrich Ernst Koch (teoria musical) a la "Hochschule für Musik". El 1923 va debutar com a director, i a partir de 1925 va dirigir l'Orquestra Filharmònica de Berlín i altres orquestres alemanyes. El 1933 va emigrar d'Alemanya i va marxar a Itàlia, on va ensenyar composició i orquestració a la "Scuola Superiore di Musica de Milà". Entre 1937 i 1938 va ser director de l'Orquestra Filharmònica de Kharkov. El 1939 va viure a Suïssa, on es va convertir en ciutadà el 1947. El 1940 va començar a treballar amb l'Orchestre de la Suisse Romande de Ginebra, i el 1943 es va fer càrrec de la direcció dels festivals de música de Lausana.
L'any 1946, seguint la invitació d'Arturo Toscanini, va participar en els concerts de l'obertura del Teatro alla Scala després de la guerra (va dirigir, entre d'altres, l'Obertura d'Antoni Szałowski), i el 1947 va debutar a Londres, dirigint l'Orquestra Filharmònica de Londres. Entre 1954 i 1955 va dirigir la Royal Liverpool Philharmonic Orchestra. Va fer concerts a Europa (inclòs el 1955 amb l'Orquestra Filharmònica d'Israel) i Amèrica del Sud. Des de 1958 als Estats Units, va dirigir primer l'Orquestra de Filadèlfia, i de 1958 a 1963 l'Orquestra Simfònica de Dallas. Durant els anys 1964–1966 va ocupar un càrrec similar a Berna, i durant els anys 1966–1970 va ser director general de l'"Orchestre de la Suisse Romande". També va fer concerts a Polònia amb l'Orquestra Filharmònica Nacional i la Gran Orquestra Simfònica de la Ràdio Polonesa.
Va escriure unes 30 obres, entre elles tres simfonies i dos concerts (violí, piano). Aquestes obres es representaven, però ell es dedicà principalment a la direcció.
Va morir durant un assaig amb la Royal Liverpool Philharmonic Orchestra.

## Composicions més importants
| - Kwartet smyczkowy a-moll op. 1 (1923) - Cztery pieśni op. 2 na głos i fortepian (1923) - Trzy pieśni nocne op. 3 na głos i fortepian (1923) - Trzy preludia op. 4 na fortepian (1923) - Trzy pieśni op. 6 na głos i fortepian (1923) - Sinfonietta e-moll op. 7 na orkiestrę (1923) - Fantazja c-moll op. 9 na fortepian (1924) - Kwartet smyczkowy nr 2 c-moll op. 13 (1925) - Osiem pieśni op. 15 na głos i fortepian (1926) - Trio fortepianowe D-dur op. 16 (1926) - Symfonia d-moll op. 17 na orkiestrę (1927) - Symfonia nr 2 g-moll op. 18 na głos i orkiestrę (1927) - Koncert skrzypcowy op. 19 (1928) - Wariacje orkiestrowe op. 20 (1929) | - Introduction und Rondo op. 21 na skrzypce i fortepian (1930) - Koncert fortepianowy op. 22 (1930) - Kwartet smyczkowy nr 3 d-moll op. 23 (1931) - Capriccio op. 24 na orkiestrę (1931) - Muzyka koncertowa op. 25 na orkiestrę (1932) - Sonata skrzypcowa op. 26 (1933) - Mała partita op. 27 na fortepian (1933) - Trio smyczkowe op. 29 (1934) - Suita liryczna op. 30 na orkiestrę (1938) - Symfonia nr 3 op. 31 na orkiestrę (1939) - Trio na flet, skrzypce i wiolonczelę op. 32 (1940) - Concertino op. 34 na orkiestrę (1940) - Wariacje na temat E. Jacques Dalcroze’a op. 37 na orkiestrę (1940) |

Font: Adam Mickiewicz Institute